# Joseph Pothier
Pour les articles homonymes, voir Pothier.
Dom Joseph Pothier (1835-1923), O.S.B., est un prélat régulier et liturgiste français, restaurateur du chant grégorien.

## Vie religieuse
Ordonné prêtre du diocèse de Saint-Dié (1858), il rejoint immédiatement l'abbaye bénédictine Saint Pierre à Solesmes, où il devient professeur de chant sacré pour les novices et le reste de la communauté et est nommé sous-prieur (1862-1863 et 1866-1893).
Il est par la suite demandé et obtenu comme prieur claustral de l'abbaye Saint Martin à Ligugé (1893-1894) avant d’être stabilisé comme prieur libre (1895) puis prieur claustral et supérieur abbatial (1895-1898) de l'antique abbaye normande Saint Wandrille de Fontenelle, que la communauté de Ligugé entreprend de relever.
Léon XIII ayant restauré en sa faveur le titre abbatial du monastère, Dom Pothier est ensuite installé comme abbé le 24 juillet 1898 ; il est le premier abbé de Saint-Wandrille depuis la fermeture de l'abbaye au début de la Révolution française et son premier abbé régulier depuis le XVIe siècle.
Exilé en Belgique avec sa communauté dès 1901 à la suite de la loi de Waldeck Rousseau sur les associations et contre les congrégations religieuses, Dom Pothier est nommé par le pape Pie X, en 1904, président de la Commission pontificale pour l'édition vaticane des livres liturgiques grégoriens.
C'est sous son abbatiat que l'abbaye de Saint-Wandrille fonda au Québec (Canada) le monastère de Saint-Benoît-du-Lac, qui devint par la suite une abbaye au sein de la Congrégation de Solesmes.

## Restauration du chant grégorien
Musicologue, disciple et collaborateur de Dom Prosper Guéranger (alors abbé de l’abbaye de Solesmes), le Révérendissime Dom Joseph Pothier a effectué pendant plus de vingt ans d'intenses recherches sur les neumes dans les manuscrits des différentes bibliothèques de France et de l'étranger (Alsace, Suisse, Allemagne, Rome) et fut l'un des principaux acteurs ayant contribué à la renaissance et à la restauration du chant grégorien.
Philologue, auteur d'une multitude d'études paléographiques, articles et essais sur le chant sacré (Les Mélodies grégoriennes d'après la tradition, 1880) et compositeur de nombreuses œuvres en style grégorien (Officium Defunctorum, 1887), Dom Pothier fut invité à former un nombre important d'ecclésiastiques diocésains et de communautés religieuses de toutes les congrégations,.
De renommée internationale, conférencier reconnu et autorité en la matière, il a également dirigé la publication de plusieurs éditions du chant liturgique (Recueil d'hymnes, Office de Noël, Antifonario, Cantus mariales) et fut le principal collaborateur de la Revue du chant grégorien (1892-1914).
Son Liber gradualis servit de base au Graduel Vatican (Édition Vaticane) qui parut, sous sa direction, en 1908.
Du fait de sa mission pour la Curie romaine, Dom Pothier résida à Rome de 1904 à 1913 et la commission pontificale qu'il présidait cessa une fois son travail achevé (elle prendra formellement et définitivement fin par le motu proprio daté du 16 janvier 1914).

## Œuvre
- Les Mélodies Grégoriennes d'après la tradition, Desclée Lefebvre et Cie., Tournai 1880 [lire en ligne]
- Liber gradualis

## Hommages
Une rue porte son nom à Épinal et une autre à Mont-Saint-Aignan, dans l’agglomération de Rouen.

### Éloges pontificaux
Sources : Xavier Maillard, Dom Joseph Pothier, abbé bénédictin de Saint-Wandrille, Restaurateur du Chant grégorien.

« Le travail que vous avez publié sur la musique, en raison (...) de ses propres mérites" - "Nous savons en effet, Cher Fils, avec quelle intelligence vous vous êtes appliqué à interpréter et à expliquer les antiques monuments de la musique sacrée, et comment vous avez mis tout votre zèle à montrer à ceux qui cultivent cet art la nature même et la forme exacte de ces anciens chants, tels qu'ils ont été autrefois composés" - "Nous pensons, Cher Fils, qu'il faut en cela louer non seulement vos efforts à poursuivre une œuvre pleine de difficultés et de labeur, qui vous a demandé plusieurs années d'un travail assidu, mais aussi l'amour dont vous vous êtes montré particulièrement animé envers l'Église romaine qui a jugé digne de tenir toujours en grand honneur ce genre de mélodies sacrées que recommande le nom de saint Grégoire le Grand. C'est pourquoi Nous désirons vivement que Nos lettres vous soient un témoignage de Notre recommandation pour les remarquables études que vous avez consacrées à l'histoire, à la discipline, à la beauté du chant sacré. Nous tenons d'autant plus à vous donner ce témoignage que, surmontant les adversités de ces jours mauvais, vous luttez bravement pour le service et l'honneur de la religion et de l'Église. »

— (Léon XIII, 1884)

« un homme qui est en premier lieu un érudit dans la liturgie [homme versé entre tous dans la science de la liturgie] et à juste titre célèbre dans la discipline du chant grégorien »

— (Pie X, 1904)

« A notre cher fils Dom Joseph Pothier, Abbé de Saint-Wandrille, de l'Ordre de Saint-Benoît, dont les grands mérites au service de l'Église sont bien connus de Nous, Nous accordons notre plus aimante Bénédiction apostolique »

— (Pie X, 1908)

« religieux plein d'égards, Abbé de Saint-Wandrille de Fontenelle, auquel mieux que personne la cause du chant grégorien sacré est grandement redevable »

— (Pie X, 1908)

« Tous les érudits savent combien vous avez excellemment mérité de la sainte Liturgie par vos nombreuses et doctes publications. Elles ont hautement illustré votre nom dans l'univers. Vous vous êtes en effet appliqué à de longues, intelligentes et minutieuses recherches, dans les bibliothèques de l'Europe, sur les anciens monuments de la musique sacrée. Vous vouliez, avec vos collaborateurs, non seulement ramener les mélodies grégoriennes, comme on les appelle, à leur primitive pureté, mais encore les faire exécuter par le peuple avec goût et piété. Tous ces services que vous avez rendus à l'Église Nous engagent à vous offrir Nos félicitations (...) durant de si longues années, grandement contribuer au développement de la piété chrétienne, par la suavité des chants sacrés - Nous vous accordons de tout cœur à vous, cher Fils, et à tous les vôtres, la bénédiction apostolique »

— (Benoît XV, 1920)

« vénéré et si méritant Restaurateur des Mélodies Grégoriennes (et) digne serviteur de la Sainte Église »

— (Pie XI, 1923)

#### Biographies
- Lucien David, Dom Joseph Pothier, abbé de Saint-Wandrille, et la restauration grégorienne, Abbaye Saint-Wandrille, 1943, 38 p[eg32 1].
- Lucien David (posthume), revue L'abbaye Saint-Wandrille de Fontnelle, tome 32-6, 1983 (-7)[eg32 2]
- Études grégoriennes, tome XXXII, Abbaye Saint-Pierre, Solesmes, 2004  (ISBN 978-2-85274-257-4) 202 p.

1. ↑  p. 161, note no 5 ; cette publication de Dom Lucien David fut effectuée, à la suite d'un discours de réception à l'Académie des sciences, belles-lettres et arts de Rouen exécuté le 30 octobre 1942.
2. ↑  p. 161, note no 5 ; Dom David préparait encore une biographie plus complète de Dom Pothier ; ce manuscrit inédit et non achevé fut finalement publié par Dom Joseph Thiron en 1983.

- Études grégoriennes, tome XLI, Abbaye Saint-Pierre, Solesmes 2014  (ISBN 978-2-85274-248-2) 225 p.

1. 1 2 3  p. 125

#### Articles
- Xavier Maillard, Dom Joseph Pothier, abbé bénédictin de Saint-Wandrille, Restaurateur du Chant grégorien (1999-2009), complété par la biographie « Dom Joseph Pothier, Abbé de Saint-Wandrille, et la restauration du chant grégorien » de Dom Lucien David, O.S.B. (L'Abbaye Saint Wandrille, 1985-1986).
- Jean-Pierre Noiseux, Les manuscrits de chant en communication à Solesmes (1866-1869) d'après des documents d'archives de l'abbaye de Saint-Wandrille ; Dom Joseph Pothier et Hildegarde de Bingen